# Veljko Popović
Veljko Popović (serbisch-kyrillisch Вељко Поповић; * 18. Februar 2000 in Belgrad, BR Jugoslawien) ist ein serbischer Handballspieler.

## Karriere

### Verein
Der 1,90 m große mittlere Rückraumspieler spielt für den serbischen Verein RK Partizan Belgrad, mit dem er international mehrfach am EHF European Cup teilnahm. Mit Partizan gewann er 2024 den serbischen Pokal.

### Nationalmannschaft
Bei den Mittelmeerspielen 2022 gewann Popović mit der serbischen A-Nationalmannschaft die Bronzemedaille. Bisher bestritt er mindestens 6 Länderspiele, in denen er acht Tore erzielte.